# Tariel Oniani
Tariel Gouramovitch Oniani (en russe : Тариэл Гурамович Ониани), né le 2 juin 1952 à Tkibouli, est un gangster géorgien membre des Koutaïssi.

## Biographie
Né en ex-URSS, dans une famille de mineurs, il est initié au dogme des Voleurs dans la loi.
Dans les années 1990, il rencontre à Paris Alimjan Tokhtakhounov (en) et rejoint l'Espagne, où il dirige une compagnie aérienne avec Zakhar Kalachov. 
Connu aussi sous le nom de Tariel Mouloukhov, il rencontre Aslan Usoyan, Alek Minalyan, qui s'occupent de placer des firmes en vue des Jeux olympiques d'hiver de 2014,.
En juillet 2010, il est condamné à 10 ans de prison pour kidnapping. En 2010, il est déchu de la citoyenneté russe et sera depuis devenu apatride.
Le 9 avril 2019, il est libéré du camps Black Dolphin dans la région d'Orenbourg. Selon sa propre déclaration, il allait déménager en Turquie, puisque, selon une décision de justice, après sa libération, il était censé être expulsé de Russie. Cependant, le 23 octobre 2019, il a été extradé vers l'Espagne.

## Famille
Il a une fille, Gvantsa.